# Lonoke
La ville de Lonoke (en anglais [ˈloʊnoʊk]) est le siège du comté de Lonoke, dans l’État de l’Arkansas, aux États-Unis. Lonoke fait partie de la Sun Belt, région du Sud en plein essor économique et démographique.

## Histoire
Lonoke a été incorporée en tant que city le 22 janvier 1872.

## Population et société

### Démographie

#### Évolution du nombre d'habitants
Sa population s’élevait à 4 245 habitants lors du recensement de 2010, estimée à 4 262 habitants en 2018.
| 1880 | 1890 | 1900 | 1910  | 1920  | 1930  | 1940  | 1950  |
| ---- | ---- | ---- | ----- | ----- | ----- | ----- | ----- |
| 659  | 858  | 951  | 1 547 | 1 711 | 1 674 | 1 715 | 1 556 |

| 1960  | 1970  | 1980  | 1990  | 2000  | 2010  | - | - |
| ----- | ----- | ----- | ----- | ----- | ----- | - | - |
| 2 359 | 3 140 | 4 128 | 4 022 | 4 287 | 4 245 | - | - |

## Culture locale et patrimoine

### Personnalités liées à la ville
- Joseph Taylor Robinson (1872-1937), sénateur et candidat démocrate à la vice-présidence des États-Unis lors de l'élection présidentielle américaine de 1928, né à Lonoke.
- Ed Hamm (1906-1982), champion olympique de saut en longueur en 1928.